# 輿論科学協会
一般社団法人輿論科学協会（よろんかがくきょうかい）は1946年（昭和21年）に設立された世論調査、社会調査、市場調査等を行う団体。

## 概要
本部は東京都渋谷区にある。理事長は大宮泰三、常務理事は矢倉明、職員数は12名。2013年（平成25年）に一般社団法人になった。農林水産省関連団体。日本マーケティング・リサーチ協会会員。主務官庁は内閣府。
戦時下にあった「農村情報調査員」の制度が特別高等警察に類するものだとしてGHQによって廃止させられたが予算はとりあげられなかった（忘れられた）ため、その予算を使ってあらためて世論の調査を目的として農林水産省が輿論科学協会を立ち上げたと考えられている。
1947年（昭和22年）3月に東京都知事選挙の結果予測のため日本で初めて無作為抽出法による予測調査を行い500の標本数で小数点以下の精度の予測を達成した。
1979年（昭和54年）4月から1992年（平成4年）9月にかけて、TBS系「クイズ100人に聞きました」の調査協力を担当した。

## 役職員
初代会長は戸田貞三、専務理事久保敏。理事には心理学者戸川行男、兼子宙、波多野完治と社会学者尾高邦夫が加わった。当時の研究スタッフ（主事）は牧田稔、池内一。
民主党天下りに関する予備的調査（2009年（平成21年）度）によれば国家公務員の再就職者は該当なしもしくは不明。

### 歴代会長
- 戸田貞三（1946年（昭和21年）就任）[11]
- 林知己夫（1992年（平成4年）就任）[11]
- 加留部清（2004年（平成16年）就任）[11]